# Ramón Ernesto Cruz Uclés
Ramón Ernesto Cruz Uclés (Cantarranas, 4 de enero de 1903 - Tegucigalpa, 6 de agosto de 1985) fue un abogado, catedrático universitario, político y Cuadragésimo tercero Presidente de la república de Honduras entre el 7 de junio de 1971 hasta el 4 de diciembre de 1972.

## Biografía
Ramón Cruz Uclés nació en Cantarranas, el 4 de enero de 1903. Sus padres fueron: el Profesor Alberto Cruz Soto y su madre Elisa Uclés Rosales. Fue el hijo mayor, y sus hermanos fueron: Herlinda, Carlos, Raúl, René, y Marta. En 1917 asistió a la Escuela Normal para profesores en donde se graduó de profesor de estudios primarios. Más tarde, estudió en la ciudad de Guatemala en donde obtuvo el título de Bachiller en Ciencias y Letras en el Instituto Nacional Central para Varones. Se graduó en ciencias y derecho en la Universidad Nacional Autónoma de Honduras en 1928 (UCM), fue miembro de la Corte Suprema de Justicia desde 1949 hasta 1964 y miembro de la Corte Internacional de Justicia en La Haya Países Bajos.
Desde 1963, no se realizaban elecciones generales en la República de Honduras, debido al golpe de Estado, perpetrado por el general Oswaldo López Arellano y Casilda pasaban diez años de dictadura militar. Previo a celebrarse dichos comicios en 1971, el profesor Cruz Uclés era uno de los favoritos en aquellas malogradas campañas, militante del Partido Nacional de Honduras, Cruz Uclés fue seleccionado como candidato oficial de entre muchos otros aspirantes a la presidencia en los comicios de abril de 1971, donde Cruz Uclés resultó vencedor, sobre el Licenciado Jorge Bueso Arias candidato del Partido Liberal de Honduras quien también gozaba de mucha simpatía política. Tras sólo 18 meses en el poder fue removido de la Presidencia Constitucional de Honduras por otro golpe de Estado encabezado de nuevo por Oswaldo López Arrellano.

## Presidencia

### Pactos Bipartidistas
La presidencia de Ramón Ernesto Cruz se marcó por la formación de un gobierno bipartidista, a partir del Plan Político de Unidad Nacional suscrito por el Partido Liberal y el Partido Nacional el 8 de diciembre de 1970. En el plan, ambos partidos rechazaron una candidatura única, sino que se comprometieron a celebrar elecciones, y que el presidente del partido ganador distribuyera los puestos públicos entre personajes de ambos partidos, pero sobre todo en consideración a la idoneidad de los sujetos. Este plan fue respaldado por asociaciones sindicales, campesinas y la Empresa Privada. 
Los partidos también acordaron un plan mínimo de Gobierno, fijando objetivos y estrategias que el nuevo gobierno debía de cumplir para atender los problemas sociales, económicos, diplomáticos y políticos del país, incluyendo: la reducción de la pobreza, estabilizar la balanza comercial, demarcar la frontera con El Salvador (la cual quedó disputada después de la Guerra del Fútbol) e implementar la reforma agraria entre otros. Complementariamente, antes de las elecciones, se firmó un "pactito" por el cual, se creó un método matemático para distribuir los cargos públicos a partir de las líneas partidarias, el cual no consideró la cláusula de "idoneidad" suscrita en el pacto anterior.

### Sectarismo en el Gobierno
Recién inaugurada la presidencia de Ramón Ernesto Cruz, el Partido Nacional y el Partido Liberal entraron en conflicto, ya que el Partido Nacional se rehusó a otorgar ciertos puestos a los liberales. Esta pugna entre ambos partidos imposibilitó a Ramón Ernesto Cruz llevar a cabo el plan de gobierno, y formó un ambiente propicio para la corrupción. En 1972, el presidente Cruz denunció el "pactito" mediante un artículo de opinión en el periódico "El Cronista", alegando que el pacto no tenía validez legal alguna.

### Masacre de la Talanquera
Ante el fracaso del gobierno en cumplir con la promesa de Reforma Agraria detallada en el Plan Mínimo de Gobierno, varias asociaciones campesinas empezaron a ocupar latifundios a lo largo del país, incluyendo el sector de la Talanquera, ubicado en Olancho. 
El 15 de febrero de 1972, empiezan las ocupaciones, la oficina del Instituto Nacional Agrario (INA) en Juticalpa hace un llamado a las organizaciones campesinas y pide una solución pacífica. La Jefatura Regional del INA, Oscar Maradiaga, contradijo el llamado de Juticalpa, y ordenó el desalojamiento por parte del ejército. 
El 16 de febrero, se intensifican las ocupaciones de campesinos en la zona ante la posible desocupación por parte del ejército, los campesinos justifican la toma de tierras, alegando que los dueños de estas habían adquirido tierras comunales ilegalmente, incluyendo al señor José María Hernández, terrateniente local. 
El 17 de febrero, llegan oficiales de policía a exigir el retiro de los campesinos, los campesinos solo acuerdan retirarse cuando se les permite conversar con el señor José María Hernández. 
El 18 de febrero, llegan agentes de la policía y una tropa de 90 soldados, quienes empezaron a desarmar a los campesinos y confiscar sus machetes. Con los campesinos y sus familias ya desarmados, el capitán José Lempira Zúniga, ordenó al ejército disparar, culminando en la muerte de 6 campesinos.
La masacre de la talanquera dañó mucho la imagen del gobierno de Ramón Ernesto Cruz por su falta de capacidad al lidiar con los conflictos agrarios en el país.

### Crisis política de 1972
En el contexto de la masacre reciente y el incumplimiento del "pactito", el gobierno de Ramón Ernesto Cruz empezó con la destitución de funcionarios liberales, alegando que el pacto era inconstitucional. 
La división interna del gobierno seguía imposibilitando el cumplimiento del plan mínimo acordado, por lo cual, a lo largo de mayo y junio la Confederación de Trabajadores de Honduras (CGT), y el Consejo Hondureño de la Empresa Privada (COHEP), solicitaron al General Oswaldo López Arellano que utilizara su poder en las Fuerzas Armadas para convocar a los partidos políticos a una reunión y redefinir la estrategia de gobierno. Las reuniones culminaron en puntos de acuerdo entre ambos partidos, pero estos puntos fueron criticados por el CGT y el COHEP por ser insuficientes. 
Para el mes de agosto, los acuerdos ya habían fracasado, pues el gobierno no pudo organizarse y hacer frente a los problemas del país. Los reclamos sociales se intensificaron, el 25 de agosto el sector del magisterio se declaró en huelga (huelga que fue rápidamente reprimida). Mientras tanto, el gobierno no estaba enfocado en resolver estos reclamos sociales, sino que seguían las pugnas de poder entre liberales y nacionalistas, sobre asignaciones presupuestarias y puestos políticos. 

### Golpe de Estado

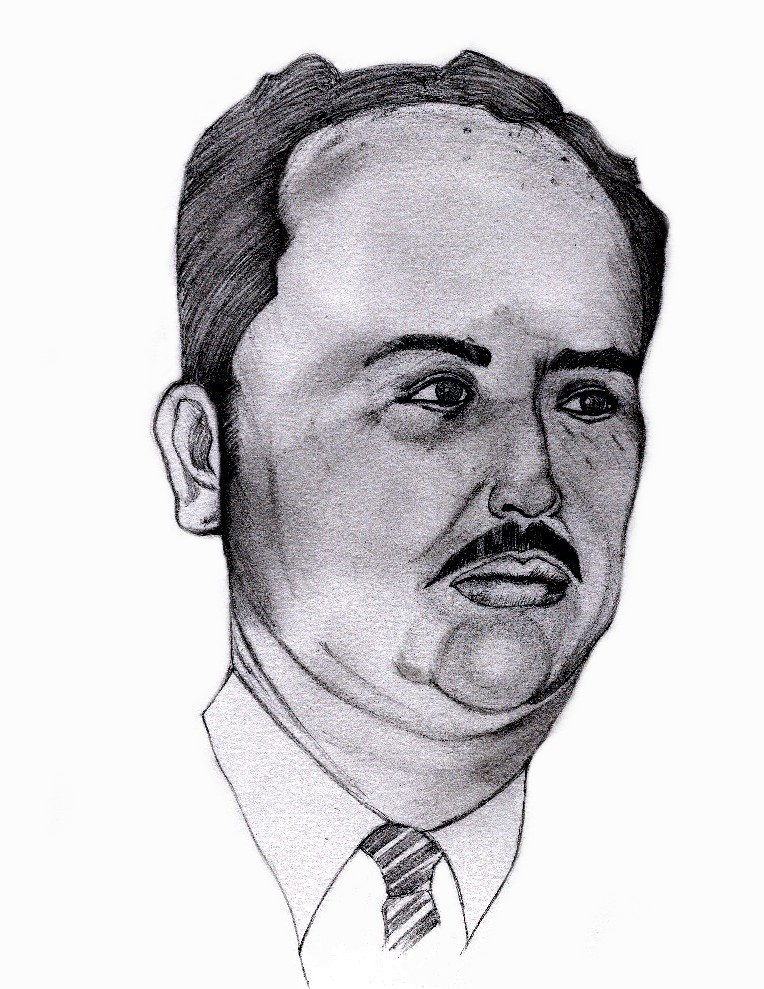
El General de Brigada, Oswaldo López Arellano, dio Golpe de Estado a Ramón Ernesto Cruz en 1972, bajo la justificación de que el gobierno de Cruz era inestable e incapaz de abordar la problemática nacional

Para finales de 1972, las fuerzas armadas habían acaparado una imagen de mayor popularidad, pues desde su papel en la Guerra del Fútbol se les consideraba como un grupo protector del pueblo hondureño y eficaz. En las Fuerzas Armadas también estaba creciendo un sector denominado "progresista", el cual acaparó influencia y respaldaba políticas como la reforma agraria y los derechos laborales. 
Varios grupos sociales, incluyendo la Empresa Privada, el campesinado, el magisterio y los sindicatos, solicitaron a las Fuerzas Armadas tomar control sobre el caótico gobierno del país, para efectivamente llevar a cabo los puntos del plan mínimo de gobierno. El 4 de diciembre de 1972, Oswaldo López Arellano, dio Golpe de Estado a Ramón Ernesto Cruz, bajo la justificación de que el gobierno se encontraba en desorden y que el Plan Político de Unidad Nacional fracasó debido al sectarismo y los conflictos entre liberales y nacionalistas. Oswaldo López Arellano se comprometió en la misma fecha a llevar a cabo ese plan mínimo de gobierno. 

### = Islas del Cisne
Bajo su presidencia, el 22 de noviembre de 1971 Estados Unidos entregó las islas del Cisne a Honduras tras firmar el Tratado de las islas del Cisne.

## Fallecimiento
Falleció en Tegucigalpa, M.D.C., el 6 de agosto de 1985 a los 82 años de edad.

## Docencia[7]
1. En los años de 1921 y 1922 ejerció la docencia en la Escuela de Varones de San Juancito, Departamento de Francisco Morazán, Honduras.
2. Profesor de Derecho Internacional Privado en el año de 1932, cátedra que desempeñó en varias oportunidades en los años siguientes.
3. Profesor de Sociología, de Derecho Político y Constitucional en el año de 1938 en adelante.
4. Rector de la Universidad Nacional de Honduras en 1949.
5. Profesor de Teoría General del Estado y Derecho Constitucional a partir de 1950.
6. Profesor de Historia del Derecho y las Instituciones Jurídicas a partir de 1961.
7. Secretaría de la Facultad de Derecho de la Universidad Nacional de Honduras.
8. Decano de la Facultad de Derecho de la Universidad Nacional Autónoma de Honduras.

## Cargos públicos
1. Desde 1929 hasta 1943 desempeñó el cargo de Juez de Letras del Departamento de Francisco Morazán, en las ramas criminal y civil.
2. Desde 1943 a 1945 ejerció los cargos de Magistrado de las Cortes 2.ª y 1.ª de Apelaciones de Tegucigalpa, Departamento de Francisco Morazán.
3. De 1945 a 1946 ejerció la Fiscalía del Consejo del Distrito Central.
4. Ministro Extraordinario y Plenipotenciario ante el Pueblo y Gobierno de la República de El Salvador y posteriormente nombrado primer Embajador ante dicho país (1946-1948)
5. Magistrado de la Corte Suprema de Justicia de la República de Honduras (1949-1954).
6. Agente de Honduras ante la Corte Internacional de Justicia con sede en La Haya en el juicio establecido por el Gobierno de Honduras para que dicho Tribunal declarase que Nicaragua estaba obligada a ejecutar el Laudo de 23 de diciembre de 1908 dictado por el Rey de España Alfonso XIII.
7. Candidato a la Presidencia de la República de Honduras (1963).
8. Presidente de la República de Honduras (1971-1972).
9. Presidente de la Comisión Jurídica Nacional que elaboró los anteproyectos de Código Penal, Ley de Indultos y Conmutas, Ley Orgánica del Régimen Carcelario y Penitenciario y Código para Menores (1954).

## Cargos en Instituciones
1. Presidente de la Asociación de Estudiantes de Derecho (1928).
2. Presidente de la Sociedad de Abogados de Honduras (Desde 1949 a 1955 y de 1961 a 1962).
3. Presidente del Instituto Morazánico.
4. Presidente de la Federación de Profesionales Universitarios de Honduras.
5. Presidente del Club Rotario de Honduras (1951-1952).
6. Presidente del Colegio de Abogados de Honduras (1967-1968).
7. Presidente de la Sociedad de Geografía e Historia de Honduras (1966 a 1967).
8. Presidente de la Academia de Geografía e Historia de Honduras (1968 a 1969).

## Asistencia a Reuniones y Conferencias
1. En el año de 1946, en representación de Honduras asistió como Delegado Alterno a la Cuarta Reunión de la Administración de Socorro y Rehabilitación de las Naciones Unidas (UNRRA)
2. Delegado de Honduras ante la IX Conferencia Americana Internacional celebrada en Bogotá, Colombia del 30 de marzo al 2 de mayo de 1948, en donde se elaboró y aprobó la Carta de la OEA, el Pacto de Bogotá, la Declaración sobre los Derechos del Hombre y el Acuerdo sobre la Cooperación Económica Americana.
3. En el año de 1956 presidió la delegación de Honduras a la Conferencia Especializada sobre Problemas del Mar celebrada en Santo Domingo, República Dominicana.
4. En el año de 1957 presidió la Delegación Especial de la República de Honduras ante el Consejo de la Organización de Estados Americanos constituido provisionalmente como Órgano de Consulta con motivo de la agresión cometida al territorio hondureño por la Guardia Nacional Nicaragüense.
5. En 1962 asistió, por invitación especial, al Congreso de la Comisión Internacional de Juristas sobre el Imperio del Derecho en el Mundo, celebrada en Petrópolis, Brasil.
6. En 1955 asistió en representación de la Universidad Nacional Autónoma de Honduras al IV Congreso de Facultades de Derecho.
7. En 1966 asistió, al Seminario organizado por la Organización Alemana Frederik Naupman sobre la Enseñanza en las Universidades Alemanas y Centroamericanas.

## Membresías
1. The American Judicature Society.
2. Federación Interamericana de Abogados.
3. The American Academy of Political and Social Sciences.
4. Sociedad Americana de Econometría.

## Condecoraciones y honores
1. Orden de Francisco Morazán
2. Orden del Quetzal, Placa de Oro, Guatemala (1971)
3. Condecoración dominicana de "Duarte, Sánchez y Mella"
4. Orden "Gustavo Amador" de Panamá
5. Condecoración "Las Nubes Propicias" de China
6. Condecoración española en "El Mérito Civil"
7. Condecoración Instituto de Cultura Hispánica
8. Condecoración de "Buen Juez" en el grado máximo de Medalla de Oro por sus altos méritos personales y su destacada figura centroamericana otorgada por la Corte Suprema de Justicia de Guatemala el 8 de julio de 1978
9. "Caballero del Corpus Christi otorgada por el Capítulo Hispanoamericano de Caballeros del Corpus Christi en Toledo, el 12 de junio de 1979
10. Reconocimiento "Bodas de Oro Magisteriales" otorgado por el Ministerio de Educación Pública de Honduras

## Trabajos de investigaciones
1. Documento información para los Asesores Europeos de la Delegación Hondureña ante la Corte internacional de Justicia, con asiento en La Haya, en relación con la contramemoria de Nicaragua, (base de la impugnación en el juicio oral (1959).
2. "Pretendido exceso de poder, error esencial, falta de motivación y obscuridades y contradicciones". Documento base para los Asesores CHARLES DE VISSCHER y PAUL GUGGENHEIN (1959).

### Artículos publicados
1. El divorcio desde el punto de vista del Derecho Internacional Privado (1935)
2. El Cambio. 1935
3. El Presidio y la Reclusión. 1935
4. El Funcionamiento de las Bolsas; para los alumnos del 2.º. Curso de Jurisprudencia
5. Protección Nacional. 1937
6. Contralor Constitucional. 1937
7. El Control Constitucional de las Leyes en Honduras. 1942
8. Unificación de la Enseñanza en Centroamérica. 1942
9. Se propone la Fundación del Instituto de Investigaciones Sociales en Honduras. 1943
10. El pensamiento Político de Morazán. 1944
11. Humanismo Científico. 1944
12. Instituto de Derecho Procesal. 1944
13. Informe relativo al Acuerdo suscrito por el Fondo Monetario Internacional. 1945
14. Nuestros Propósitos. 1945
15. Situación demográfica de Honduras en 1945. 1946
16. "Demografía Hondureña 1945-1946". 1946
17. La Organización del Crédito Agrícola en Honduras. 1946
18. Los Derechos Humanos en Honduras. 1950
19. Ideas para Agenda de un Congreso Jurídico Nacional. 1950
20. Los problemas económicos y sociales en la resolución de Bogotá. 1950
21. La Pena de Muerte en la Constitución Política. 1950
22. Morazán: hombre de Estado. 1951
23. La Enseñanza de la Historia y la Geografía de Honduras. 1951
24. Jurisdicción de Menores. 1952
25. Censo de Honduras en 1954.
26. Eduardo J. Couture. 1957

### Obra publicada
1. Panorama de la Cultura Histórica. Su Génesis, Desarrollo, Decadencia y Desintegración. Tegucigalpa, D.C. 1954
2. Problemas Territoriales Centroamericanos. Derechos de Honduras Publicación de la Sociedad de Geografía e Historia de Honduras, Imprenta la República, D.C., Honduras, C:A. 1966
3. Historia Constitucional e Institucional de Honduras y Crédito Interno y Derecho Internacional. Talleres de la Imprenta y Encuadernación El Arte. Tegucigalpa, Honduras, 1976
4. Estados, Derechos y Política. Imprenta y Encuadernación El Arte. Tegucigalpa, Honduras, enero 1976
5. La Lucha Política de 1954 y la Ruptura del orden Constitucional, Colección Cuadernos Universitarios Nº 28, Editorial Universitario. Tegucigalpa, D.C., diciembre de 1982

## Gabinete
| Gabinete de Gobierno                                      | Gabinete de Gobierno                                                    | Gabinete de Gobierno |
| --------------------------------------------------------- | ----------------------------------------------------------------------- | -------------------- |
| cargo                                                     | Nombre                                                                  | Período              |
|                                                           |                                                                         |                      |
| Designados Presidenciales                                 | Tiburcio Carias Castillo, Eugenio Matute Cañizales y Jorge Bendaña Meza | 1971-1972            |
| Secretario de Gobernación, Justicia y Sanidad             | Ricardo Zúñiga Augustinus                                               | 1971-1972            |
| Secretario de Relaciones Exteriores                       | Andrés Alvarado Puerto                                                  | 1971-1972            |
| Secretario de Recursos Naturales                          | Edgardo Sevilla Idíaquez                                                | 1971-1972            |
| Secretario de Salud Pública y Previsión Social            | Gilberto Osorio Contreras                                               | 1971–1972            |
| Secretario de Economía y Comercio                         | Rubén Mondragón C.                                                      | 1971–1972            |
| Secretario de Comunicaciones, Obras Públicas y Transporte | Jorge Augusto Valle                                                     | 1971–1972            |
| Secretario de Educación Pública                           | Gertrudis Bográn de Güell                                               | 1971–1972            |
| Secretario de Trabajo y Asistencia Social                 | Gautama Buda Fonseca                                                    | 1971–1972            |
| Secretario de Hacienda y Crédito Público                  | Elio Inestroza Moncada                                                  | 1971-1972            |
| Secretario de Defensa y Seguridad Pública                 | Raúl Galo Soto                                                          | 1971–1972            |
| Secretario de la Presidencia                              | Guillermo López Rodezno                                                 | 1971–1972            |